# Erioptera (Mesocyphona) latilimbata
Erioptera (Mesocyphona) latilimbata is een tweevleugelige uit de familie steltmuggen (Limoniidae). De soort komt voor in het Neotropisch gebied.